# Antonio Guido Filipazzi
Antonio Guido Filipazzi (Melzo, 8 de outubro de 1963) é um arcebispo católico romano e diplomata da Santa Sé.

## Biografia
Depois de se formar no ensino médio, Antonio Filipazzi estudou teologia católica e filosofia na Faculdade de Teologia do Norte da Itália em 1982 e se formou em 1987 como bacharel em teologia. Em 10 de outubro de 1987, recebeu o sacramento da ordenação pela diocese de Ventimiglia-San Remo por intermédio do cardeal Giuseppe Siri. Em 1989 obteve a licenciatura em Direito Canónico no Ateneu Romano de Santa Cruz e em 1992 obteve o doutoramento em 1992 no Colégio, entretanto elevado a Pontifícia Universidade de Santa Cruz. Além disso, de 1989 a 1990 foi capelão na Catedral de Santa Maria Assunta em Ventimiglia e professor de direito canônico no Seminário Episcopal “Pio XI”. Em Bordighera. De 1990 a 1992 frequentou a Pontifícia Academia Diplomática de Roma.
Em seguida, foi secretário da nunciatura apostólica no Sri Lanka até 1995. O Papa João Paulo II concedeu-lhe o título honorário de capelão de Sua Santidade (Monsenhor) em 16 de agosto de 1995. De 1995 a 1998, Filipazzi foi Secretário da Nunciatura na Áustria e de 1998 a 2003 foi o primeiro Secretário da Nunciatura e posteriormente Conselheiro da Nunciatura na Nunciatura Apostólica na Alemanha. Em 2002 e 2003, ele também ensinou direito canônico no seminário Redemptoris Mater de Berlim. Em 2003 foi nomeado Conselheiro da Nunciatura para a Cúria Romana, onde trabalhou na secção de relações com os Estados do Secretariado de Estado do Vaticano até 2011. Em 22 de outubro de 2008, o Papa Bento XVI o premiou o título de Prelado Honorário de Sua Santidade.
Em 8 de janeiro de 2011, o Papa Bento XVI o nomeou arcebispo titular de Sutrium. O Papa concedeu pessoalmente sua ordenação episcopal em 5 de fevereiro do mesmo ano na Basílica de São Pedro; Os co-consagradores foram o Cardeal Decano Angelo Sodano e o Cardeal Secretário de Estado Tarcisio Bertone SDB. Em 23 de março do mesmo ano foi chamado como Núncio Apostólico na Indonésia.
O Papa Francisco o nomeou Núncio Apostólico na Nigéria em 26 de abril de 2017. Em 24 de outubro de 2017, o Papa também o nomeou observador permanente junto à Comunidade Econômica da África Ocidental.
Em 8 de agosto de 2023, o Papa Francisco o nomeou núncio apostólico na Polônia.